# فريديريك ويليم دي كليرك
فريديريك ويليم دي كليرك (بالأفريقانية: Frederik Willem de Klerk) (مواليد 18 مارس 1936 في جوهانسبرغ - 11 نوفمبر 2021) سياسي ومحامي جنوب أفريقي. فريدريك هو آخر رئيس أبيض لجنوب أفريقيا. امتدت ولايته من 1989 إلى 1994. قام فريديرك بعدة تعديلات أدت إلى انهاء أبارتيد سنة 1991 كما قاد عدة حوارات مع المجلس الإفريقي القومي بقيادة نيلسون مانديلا أدت إلى تشكيل أول حكومة متعددة الأعراق في تاريخ البلاد. أدت هذه العوامل إلى تحصله على جائزة نوبل للسلام مناصفة مع نيلسون مانديلا سنة 1993.
شغل بين 1994 و 1996 منصب نائب الرئيس (نيلسون مانديلا في ذلك الوقت). شغل بين 1989 و 1997 منصب رئيس الحزب الوطني (جنوب أفريقيا).

## حياته المبكرة وتعليمه

### مرحلة الطفولة 1936-1954
ولد فريدريك في 18 مارس 1936 في منطقة مايفير إحدى ضواحي جوهانسبرغ. وهو الابن الثاني لوالديه يوهانس دي كليرك وهنذرينا كورنيليا كوتزر -التي يُقال إن أجدادها كانوا من أصول نمساوية- وله شقيق أكبر منه بثماني سنوات يُدعى وليم دي كليرك. تحدث فريدريك باللغة الإفريقانية وهي لغته الأم. وينحدر من أجداده الذين استوطنوا جنوب إفريقيا في أواخر ثمانينيات القرن السابع عشر.
نشأ فريدريك في بيئة آمنة وميسورة إذ لعبت عائلته دورًا قياديًا في المجتمع الأفريقاني وجمعتهم روابط عريقة مع الحزب الوطني في جنوب إفريقيا. كان جده الأكبر من جهة الأب يان فان روي عضوًا في المجلس الأعلى لبرلمان جنوب إفريقيا، بينما كان جده الآخر ويليم رجل دين وشارك في حرب البوير الثانية وترشح مرتين دون نجاح لتمثيل الحزب الوطني. كان زوج عمته جوهانس جيراردوس ستريدم رئيس وزراء جنوب إفريقيا الأسبق.
برز والده يان دي كليرك سياسيًا إذ كان عضوًا في المجلس الأعلى لبرلمان جنوب إفريقيا أيضًا وشغل منصب الأمين العام للحزب الوطني في إقليم ترانسفال وعُيّن رئيسًا لمجلس الشيوخ لمدة سبع سنوات وتولى منصب رئيس الدولة بالوكالة وكان عضوًا في مجلس الوزراء لمدة خمسة عشر عامًا تحت رئاسة ثلاثة رؤساء وزراء في فترات مختفلة.
تعرف فريديريك على هذه الأجواء منذ طفولته في ظل هذا الجو العائلي المشبع بالسياسة. شجعته عائلته على النقاشات السياسية خلال التجمعات العائلية، وكانت آراؤه المُحافظة تثير شقيقه ويليم الذي تعاطف مع الجماعة الليبرالية للحزب الوطني، أصبح ويليم لاحقًا محللًا سياسيًا وانفصل عن الحزب الوطني ليؤسس الحزب الديمقراطي الليبرالي.
اشُتق اسم العائلة دي كليرك من الأسماء الفرنسية Le Clerc وLe Clercq  و De Clercq بمعنى رجل الدين أو المتعلّم بالفرنسية القديمة. يرجع نسب فريديريك إلى السلالة الهولندية بحسب قوله، بالإضافة إلى الأصل الهندي لأحد أجداده الذي يعود إلى أواخر القرن السابع عشر أو أوائل القرن الثامن عشر. كما قيل إنه ينحدر من المترجمة خوي المعروفة أيضًا بكروتوا أو إيفا.
رسخت حكومة جنوب أفريقيا نظام الفصل العنصري رسميًا عندما كان عمر فريديريك اثني عشر عامًا، وكان والده أحد واضعي أسسه. وبحسب قول شقيقه ويليم: «كان فريديريك جزءًا من جيل نشأ على مفهوم الفصل العنصري». تربى فريديريك على القيم والمعايير الثقافية لمجتمع الإفريقان، بما في ذلك الاحتفال بمناسباتٍ مثل يوم كروغر ويوم الولاء للأمة الإفريقانية، وسرد القصص حول عصر غياب العدالة الذي واجهه الإفريقان تحت الحكم البريطاني.
نشأ فريديريك في كنيسة جيرفورميرد، وهي الكنيسة الأصغر والأكثر تحفظًا اجتماعيًا بين الكنائس الثلاث للإصلاح الهولندي في جنوب إفريقيا. تنقلت عائلته كثيرًا خلال طفولته داخل جنوب إفريقيا، ما اضطره لتغيير مدرسته سبع مرات في غضون سبع سنوات. التحق في النهاية بمدرسة هويرسكول مونومينت أو ما تُعرف بمدرسة مونومينت الثانوية في كروغيرسدورب، وتخرج منها عام 1953 بمرتبة الشرف. لكنه كان خائب الأمل لعدم حصوله على تقدير امتياز في أربع مواد كما كان يأمل.

### المسيرة الجامعية والقانونية
التحق فريدريك بجامعة بوتشيفستروم بين عامي 1954 و1958، حيث حصل على درجتي البكالوريوس في الآداب والبكالوريوس في القانون. صرّح لاحقًا بأن «تدريبه القانوني خلال تلك الفترة جعله معتادًا على التفكير وفقًا للمبادئ القانونية». تقلّد عدة مناصب قيادية أثناء دراسته الجامعية، من بينها رئيس تحرير صحيفة الطلاب ونائب رئيس مجلس الطلاب وعضو المجلس التنفيذي الوطني لحركة الشباب الإفريقاني، التي كانت تعتبر من أبرز الحركات الشبابية في جنوب إفريقيا آنذاك.
انضم فريديريك خلال سنواته الجامعية إلى جمعية برويدر بوند السرية للنخبة الاجتماعية الإفريقانية. كان يمارس رياضتي التنس والهوكي إلى جانب اهتماماته الأكاديمية، واكتسب سمعة شخص محبوب وذي شعبية اجتماعية. بدأ علاقة في تلك الفترة مع ماريكي ويليمسي ابنة أحد أساتذة جامعة بريتوريا، وتزوجها في عام 1959، عندما كان في الثالثة والعشرين من عمره بينما كانت تبلغ هي الثانية والعشرين.
بدأ فريديريك مسيرته القانونية بعد التخرج ليتدرب في مكتب المحاماة بيلسر في مدينة كليركسدورب، ثم انتقل إلى بريتوريا حيث كان متدربًا قانونيًا لدى شركة ماك روبرت. أسس شراكة قانونية خاصة به في عام 1962 في مدينة فيرينخن بمقاطعة ترانسفال، وتمكن من بناء شركة قانونية ناجحة خلال عقد من الزمن.
شارك فريديريك في العديد من الأنشطة المجتمعية والقيادية إلى جانب ممارسته للمهنة القانونية. شغل منصب رئيس المجلس الوطني لجمعية الشباب المتحاورين لمدة عامين، ورئيسًا لجمعية القانون في منطقة مثلث فال. كما كان عضوًا في مجلس إدارة المعهد التقني المحلي وعضوًا في مجلس إدارة الكنيسة وعضوًا في مجلس إدارة مدرسة محلية.

## روابط خارجية
- فريديريك ويليم دي كليرك على موقع IMDb (الإنجليزية)
- فريديريك ويليم دي كليرك على موقع الموسوعة البريطانية (الإنجليزية)
- فريديريك ويليم دي كليرك على موقع مونزينجر (الألمانية)
- فريديريك ويليم دي كليرك على موقع ميوزك برينز (الإنجليزية)
- فريديريك ويليم دي كليرك على موقع إن إن دي بي (الإنجليزية)
- فريديريك ويليم دي كليرك على موقع ديسكوغز (الإنجليزية)
- فريديريك ويليم دي كليرك على موقع قاعدة بيانات الفيلم (الإنجليزية)